# The Dead Symphonic EP
The Dead Symphonic EP – drugi minialbum brytyjskiego producenta muzycznego Zomboya, wydany za pośrednictwem Beatport i iTunes 3 września 2012 roku przez Never Say Die Records. Specjalne limitowane wydanie winylowe zawierające dwa utwory zostało wydane we wrześniu 2012 roku.

## Lista utworów
1. "Nuclear (Hands Up)" - 5:16
2. "Hoedown" - 4:20
3. "Vancouver Beatdown" - 5:24
4. "City 2 City" (feat. Belle Humble) - 5:17
5. "Deadweight" - 4:25
6. "Gorilla March" - 4:25

Wydanie winylowe 10"
Strona A
1. "Nuclear (Hands Up)" - 5:16

Strona B
1. "Hoedown" - 4:20